# Ananthura ocellata
Ananthura ocellata is een pissebed uit de familie Antheluridae. De wetenschappelijke naam van de soort is voor het eerst geldig gepubliceerd in 1992 door Nunomura.